# مدوبي نونو
مدوبي نونو محمد (بالصومالية: Madoobe Nuunow Maxamed)‏ 1948 - 29 أكتوبر 2017) سياسي صومالي، شغل منصب رئيس ولاية جنوب غرب الصومال.

## خلفية تاريخية
ولد مدوبي نونو محمد عام 1948 في مقاطعة دينسور بمحافظة باي جنوب الصومال، شغل مقعدا في البرلمان الصومالي لفترة طويلة وشغل مناصب عديدة في جمهورية الصومال الديمقراطية برئاسة سياد بري.
أكمل نونو تعليمه الابتدائي والثانوي في الستينيات في مقاطعة دينسور، ثم أكمل تعليمه الثانوي في السبعينيات في حي هولوداج في العاصمة الصومالية مقديشو.
في أواخر السبعينيات، التحق مدوبي نونو بمعهد حلني في مقديشو، وحصل على دبلوم في العلوم السياسية في الفترة ما بين 1979 و1980، وحصل بعدها على دبلوم SIDAM في الإدارة خلال الفترة ما بين 1983و 1984.

## مسيرته السياسية
كان نونو عضوا رابطة الشباب الصومالية فرع باي في الفترة ما بين 1966 و 1968.
عُين كاتبا بوزارة الداخلية في محافظة باي وعمل فيها في الفترة ما بين 1974 و 1976.
شغل منصب رئيس مكتب وزارة الداخلية في في مقاطعة دينسور بين عامي 1976 و 1978.
شغل منصب رئيس الشؤون الاجتماعية في دينسور بين عامي 1977 و 1978.
شغل منصب المساعد الأول للحزب الاشتراكي الثوري الصومالي في مقاطعة سبلالي بمحافظة شبيلي السفلى بين عامي 1980 إلى 1981.
شغل منصب المساعد الأول للحزب الاشتراكي الثوري في مقاطعة بلد حواء بمحافظة جدو بين عامي 1981 و 1983.
عُين عمدة لمدينة دينسور عام 1985.
شغل منصب الأمين العام للحزب الاشتراكي الثوري وعمدة مدينة عدلي بمحافظة شبيلي الوسطى في الفترة ما بين 1987 و 1990 .
شغل منصب رئيس لجنة إنقاذ مدينة دينسور بين عامي 1991 و 1992.
شارك مدوبي نونو في تأسيس جيش رحانوين للمقاومة عام 1995.
في الفترة ما بين عامي 2001 و 2012 شغل نونو مقعدا في البرلمان الصومالي، كما شغل منصب نائب وزير البترول الصومالي بين عامي 2004 و 2007، ومنصب وزير الإعلام بين عامي 2007 و 2008، ومنصب وزير الشباب والرياضة بين عامي 2008 و 2009، ومنصب وزير الشؤون الدستورية بين عامي 2009 و 2010، ومنصب اللجنة البرلمانية للدستور والشؤون الفيدرالية بين عامي 2011 و 2012، وعضوا اللجنة الفنية لإنشاء إدارة ولاية جنوب غرب الصومال بين عامي 2012 و 2014.

## وفاته
توفي مدوبي نونو خلال هجوم نفذته حركة الشباب على فندق ناسهبلود في العاصمة الصومالية مقديشو في 28 أكتوبر 2017، حيث كان يقيم بجانب مسؤولين آخرين، وقضى في الهجوم 27 شخصا في حين أصيب 40 بجروح